# No. 34 Squadron RAF
Il No. 34 Squadron RAF era uno Squadron della Royal Air Force. 
Durante la prima guerra mondiale operò come Squadron di ricognizione e bombardamento e negli anni 30 utilizzò bombardieri leggeri. Fu equipaggiato con bombardieri da combattimento nella seconda metà della seconda guerra mondiale e nel dopoguerra fu riformato quattro volte; prima come unità di ricognizione fotografica, poi come cooperazione antiaerea e poi come Squadron di aerei da caccia negli anni 50. È stato attivo per la prima volta negli anni 60, come squadrone di trasporti sui Blackburn Beverley.

## Prima guerra mondiale
Il 34° Squadron del Royal Flying Corps fu formato al RAF Castle Bromwich di Birmingham il 7 gennaio 1916 da elementi dello No. 19 Squadron RFC. Andò in Francia nel luglio del 1916 come unità da ricognizione equipaggiata con i B.E.2. Ottenne i Royal Aircraft Factory R.E.8 nel gennaio 1917. Si trasferì dal campo di Candas nella Somme (dipartimento) al fronte italiano per via ferroviaria il 7 novembre per andare sul Campo di aviazione di Grossa da fine novembre, all'Aeroporto di Istrana dal 3 dicembre 1917, dal 30 marzo 1918 al Campo di aviazione di Villaverla quando dal 26 marzo era nel 14° Wing di Sarcedo del Tenente Colonnello Philip Joubert de la Ferté per missioni di ricognizione e bombardamento con i suoi 18 piloti, 18 osservatori per 18 Re8 con cui portava in volo anche gli osservatori d'aeroplano della 22ª Squadriglia ed a San Luca di Paese (Italia) dal 22 ottobre fino alla fine della guerra, tornando nel Regno Unito e sciogliendosi 25 settembre 1919.

## 1935 - 1945

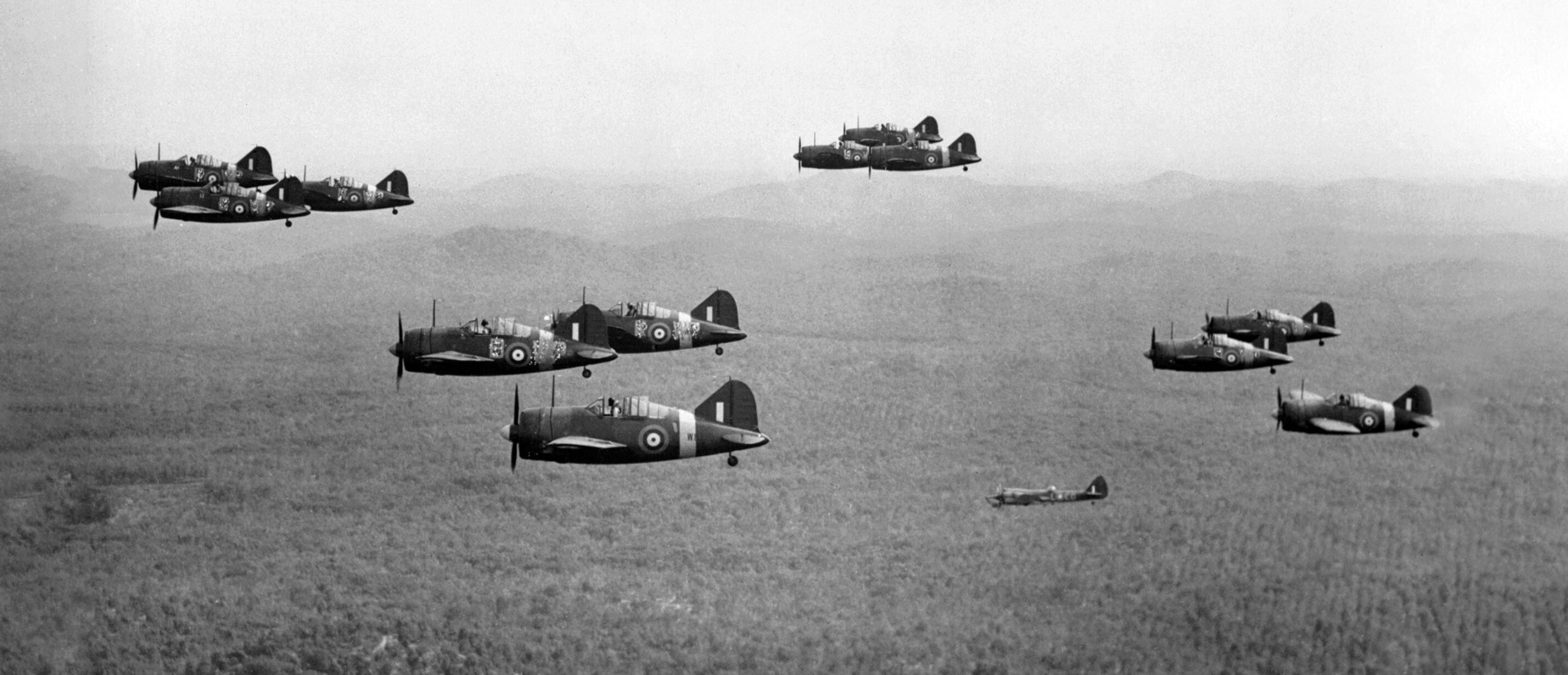
Un Bristol Blenheim Mark IV (in basso a destra) accompagna uno squadron di F2 Buffalo nella giungla della Malesia britannica, fine 1941

Il 34th Squadron fu riformato a Bircham Newton di Norfolk il 3 dicembre 1935, dal personale del 18° Squadron RAF. Inizialmente volò sui Hawker Hind prima di ricevere i Bristol Blenheim nel luglio del 1938 e fu di stanza a Singapore quando scoppiò la seconda guerra mondiale.
Lo squadron vide per la prima volta l'azione nel dicembre del 1941, contro le forze giapponesi nella Malesia britannica. Dopo due mesi, era stato ritirato a Sumatra e Giava e le perdite erano state così gravi da essere ufficialmente sciolto. Il personale, gli aerei e le attrezzature rimanenti si ritirarono in India.
È stato ufficialmente riformato alla RAF Chakrata il 1º aprile 1942 con Blenheims. A luglio e ad agosto, alcuni dei suoi aerei sono stati utilizzati per attaccare i ribelli nella provincia della Frontiera del Nord Ovest negli Stati principeschi dell'India britannica. Da settembre fino all'aprile del 1943, lo squadron effettuò bombardamenti contro obiettivi giapponesi in Birmania.
Lo squadron si convertì al ruolo di attacco a terra leggero dal novembre 1943, quando iniziò a ricevere cacciabombardieri Hawker Hurricane monoposto. Questi furono sostituiti dai P-47 Thunderbolt nel marzo 1945. Lo squadron fu sciolto il 15 ottobre 1945.

## Il dopoguerra
Il 1º agosto 1946 il No. 681 Squadron RAF fu rinumerato come Squadron No. 34, sui Supermarine Spitfire fino allo scioglimento del 31 luglio 1947. Il No. 695 Squadron RAF fu poi rinumerato a No. 34 l'11 febbraio 1949 a Horsham St. Faith, vicino a Norwich operando nella cooperazione antiaerea con i Bristol Beaufighter e Spitfire fino a quando non si sciolse il 24 giugno 1952.
Il numero 34 fu riformato a Tangmere di Chichester (distretto) con i jet Gloster Meteor come squadron da combattimento nell'agosto del 1954. Nell'ottobre del 1955 gli Hawker Hunter sostituirono i Meteor fino allo scioglimento del 10 gennaio 1958. Il 34° fu poi riformato ancora una volta il 1º ottobre 1960 alla RAF Seletar di Singapore, nel ruolo di trasporto con i Blackburn Beverley. Nel dicembre 1962, quattro Blackburn Beverley furono usati per inserire i Gurkhas nel Brunei per combattere una rivolta dell'Esercito Nazionale del Nord Kalimantan (TNKU) contro il Sultano del Brunei. Lo squadrone durò fino alla fine del 1967, quando fu nuovamente sciolto.